# Pierre Grosjean (médecin)
Pour les articles homonymes, voir Grosjean.
Pierre Grosjean, né le 24 juin 1952 à Remiremont dans les Vosges et mort assassiné le 26 mars 1983 au Nicaragua, est un médecin français. 

## Biographie
Les parents de Pierre Grosjean tenaient une quincaillerie à Vagney et avaient cinq enfants. Pierre Grosjean fait ses études de médecine à l'université Louis Pasteur de Strasbourg et soutient en janvier 1982 sa thèse de médecine intitulée Conditions générales de santé dans les favelas de Rio de Janeiro, ville où il a séjourné au tout début des années 1980 et où il s'est marié avec une Brésilienne.
Au mois d'août 1982, Pierre Grosjean part en mission au Nicaragua dans le cadre d’accords entre l'hôpital Bichat-Claude-Bernard (Paris), le Comité de coopération scientifique et technique France-Nicaragua, l'Université Paris XI Orsay et la faculté de médecine de León (Nicaragua), et de contrats de coopération entre les gouvernements français et nicaraguayen.
Ayant réalisé avant son départ une formation en médecine tropicale à l’hôpital Bichat-Claude Bernard à Paris, sous la direction du docteur Willy Rozenbaum, Pierre Grosjean est chargé de cours à la faculté de médecine de León. Il mène en parallèle un travail de recherche et de prévention sur les maladies endémiques qui sévissent au Nicaragua : la tuberculose, le paludisme, la leishmaniose ou lèpre des montagnes.
Pour réaliser les enquêtes et prélèvements nécessaires à l'étude de cette dernière maladie, Pierre Grosjean se rend avec trois autres médecins biologistes (Zeno Bisoffi, Idalia Castro, William Morales) dans la région de Matagalpa, dans la municipalité de Rancho Grande où des cas de leishmaniose étaient signalés.
Le matin du 26 mars 1983, vers 5h30, le groupe de médecins est réveillé par une explosion et des tirs. Pierre Grosjean est tué d'une balle à la tête dix minutes après le début de cette attaque menée par les contras sur le village de Rancho Grande. Ce compte-rendu a été donné à la famille de Pierre Grosjean par ses collègues présents lors de cette attaque.
Le docteur Pierre Grosjean a été nommé chevalier de la Légion d'honneur à titre posthume par le Président de la République François Mitterrand.

### Articles de presse
- « En mission officielle de recherches sur la lèpre, jeune médecin vosgien tué au Nicaragua », dans L'Est Républicain, 28 mars 1983.
- « Nicaragua, Les autorités rendent hommage au médecin français tué près de la frontière du Honduras », dans Le Monde, 29 mars 1983.
- « Le premier mort de la Médecine sans frontières », journal La Croix, 31 mars 1983.
- « Au terme d’émouvantes obsèques le docteur Pierre Grosjean fait chevalier de la Légion d’honneur », dans Liberté de l’Est, 31 mars 1983.